# Baghlan
Baghlan (pashto: بغلان) er en by i det nordlige Afghanistan med 83.490 (2022) indbyggere. Byen er den vigtigste by, men ikke hovedbyen, i provinsen Baghlan.